# Neerja
Neerja es una película de suspenso biográfico india en idioma hindi de 2016 dirigida por Ram Madhvani y escrita por Saiwyn Quadras y Sanyuktha Chawla Shaikh. Fue producido por la compañía de Atul Kasbekar, Bling Unplugged, junto con Fox Star Studios. La película está protagonizada por Sonam Kapoor como protagonista homónima, con Shekhar Ravjiani, Shabana Azmi, Yogendra Tiku, Kavi Shastri y Jim Sarbh en papeles secundarios.
La trama se basa en un hecho de la vida real: el intento de secuestro del vuelo 73 de Pan Am en Karachi, Pakistán, por parte de la Organización Abu Nidal, respaldada por Libia, el 5 de septiembre de 1986. La película se muestra desde el punto de vista de la jefa de sobrecargos del vuelo, Neerja Bhanot, quien frustró el intento de secuestro alertando a los pilotos, dejando así el avión en tierra. Bhanot murió tratando de ayudar a salvar a los pasajeros y la tripulación, de los cuales sobrevivieron 359 de los 379 a bordo.

## Trama
Neerja Bhanot, de 22 años, llega tarde a una fiesta en casa una noche. Su madre, Rama, expresa preocupación por el trabajo de Neerja como asistente de vuelo y sugiere que Neerja debería volver a su antigua carrera de modelo.Neerja insiste en conservar su trabajo. Su amigo Jaideep la lleva al aeropuerto.
Durante el vuelo, Neerja reflexiona sobre su breve e infeliz matrimonio concertado con Naresh, un profesional de Doha, Catar, que abusó de ella por sus escasos dotes y su incapacidad para realizar las tareas domésticas. Finalmente regresó a casa para conseguir un contrato de modelo. Naresh envió una carta a sus padres quejándose de los dotes y de la falta de habilidades domésticas de su hija, exigiendo que Neerja devolviera el dinero o no regresara en absoluto. Neerja dejó a Naresh y consiguió un trabajo en Pan Am Airways.
Mientras Neerja aborda el Pan Am 73, se revela que la organización Abu Nidal, un grupo terrorista palestino patrocinado por Libia, planea secuestrar el avión en Karachi. El avión despega del Aeropuerto Internacional Chhatrapati Shivaji Maharaj de Bombay y aterriza en el Aeropuerto Internacional Jinnah de Karachi, donde los cuatro terroristas de Abu Nidal, disfrazados de agentes de seguridad que escoltan a un diplomático libio, secuestran el avión. Neerja alerta rápidamente a la cabina, sin que los terroristas lo sepan, y los tres pilotos estadounidenses escapan por la escotilla superior, huyendo hacia la terminal bajo el fuego de los secuestradores. Los pilotos estadounidenses tuvieron el tiempo justo para escapar, ya que los secuestradores no se dieron cuenta de que la cabina de un Boeing 747 se encontraba en el nivel superior.
Cuando un pasajero indio-estadounidense nacido en Kenia se revela como estadounidense, uno de los terroristas lo asesina y arroja su cuerpo del avión frente a los negociadores paquistaníes. Los terroristas intentan localizar a un ingeniero de radio entre los pasajeros ordenándole a Neerja que anuncie por el intercomunicador. Cuando Imran Ali, un ingeniero de radio paquistaní, comienza a levantarse, Neerja le indica que se siente. Los terroristas hacen que las azafatas recojan todos los pasaportes para identificar a los pasajeros estadounidenses y mantenerlos como rehenes; Neerja y sus colegas recogen los pasaportes y se deshacen de los pasaportes estadounidenses arrojándolos por vertederos de basura o escondiéndolos debajo de los asientos. Desanimados por no encontrar ningún pasaporte estadounidense, los secuestradores toman como rehén a un pasajero británico.
Los negociadores paquistaníes revelan sin darse cuenta el nombre del ingeniero de radio Ali, a quien los secuestradores llevan a la cabina para usar la radio en las negociaciones. Los negociadores paquistaníes revelan sin darse cuenta el nombre del ingeniero de radio Ali, a quien los secuestradores llevan a la cabina para usar la radio en las negociaciones. Cuando un terrorista más joven ataca a los pasajeros y amenaza a los asistentes, el líder terrorista lo reprende. Humillado, el terrorista más joven irrumpe en la cabina y dispara a Ali, gritando salvajes amenazas por radio. Mientras las negociaciones con los controladores aéreos paquistaníes se prolongan, los negociadores pierden poco a poco el control de la situación y los secuestradores se agitan cada vez más. Mientras tanto, Neerja, cuyo cumpleaños sería dentro de 2 días, abre un sobre que le dio Jaideep, que era su confesión de amor y una galleta. Neerja lee la nota y come la galleta que simboliza su aceptación de su amor, algo que Jaideep nunca sabrá.
Aproximadamente 17 horas después, el avión pierde energía auxiliar y las luces del interior del avión se apagan. A pesar de los intentos de Neerja y los demás asistentes de explicarse, los terroristas suponen que los paquistaníes cortaron la energía deliberadamente y anticipan una inminente incursión paquistaní en el avión. Los secuestradores, presas del pánico, comienzan a disparar a los pasajeros indiscriminadamente; con gran peligro para su propia vida, Neerja abre la puerta de salida de emergencia y despliega el paracaídas, dirigiendo a los pasajeros fuera del avión. Al elegir dejar escapar a los pasajeros primero, Neerja recibe tres disparos de un terrorista mientras intenta proteger a tres niños pequeños de los disparos.Los niños escapan del avión y Neerja se arrastra fuera de la puerta y por el tobogán de emergencia antes de morir. El Grupo de Servicios Especiales asalta el avión y mata a todos los terroristas.
La película termina con un homenaje a Neerja, quien finalmente fue honrado póstumamente con el Ashoka Chakra, la condecoración militar más alta de la India otorgada por su valor, acción valiente o autosacrificio en tiempos de paz.

## Reparto
El reparto de Neerja estuvo conformado por:
- Sonam Kapoor como Neerja Bhanot.
- Shekhar Ravjiani como Jaideep, el interés amoroso de Neerja
- Yogendra Tiku como Harish Bhanot, el padre de Neerjauno de los terroristas
- Shabana Azmi como Rama Bhanot, la madre de nerja
- Kavi Shastri como Naresh Mishra, el exesposo de Neerja
- Ali Baldiwala como Mansoor, uno de los terroristas
- Vikrant Singta como Fahad, uno de los terroristas
- Abrar Zahoor como Zayd Safirini, uno de los terroristas
- Jim Sarbh como Khalil, uno de los terroristas
- Manya Chopra como Bhavika Desai
- Shaurya Chopra como Shaurya Desai
- Aarush Rana como Jatin Desai
- Anjali Khurana como Dolly
- Sunanda Wong como Tina
- Eisha Chopra como Debina
- Meghana Kaushik como Sanjana
- Arjun Aneja como Aneesh Bhanot, hermano de neerja
  - Arjun Kapoor como un bebé Aneesh Bhanot (solo fotografía)
- Nikhil Sangha como Akhil Bhanot, hermano de neerja
- Ismail Mohammed Mirza como Al Turk
- Shashi Bhushan como el ingeniero de radio Emran Ali (basado en Meherjee Kharas)
- Deepak Shah como como el brigadier
- Vidya Raj Sharma como Vidya Shetty (señora embarazada en el avión)
- Sushil Tyagi como Inzamam Younis
- Prashantt Guptha como Rahul Kumar[6]
- Alex Kozyrev como Ronnie Huston (basado en Michael John Thexton)

## Producción

### Desarrollo y preproducción

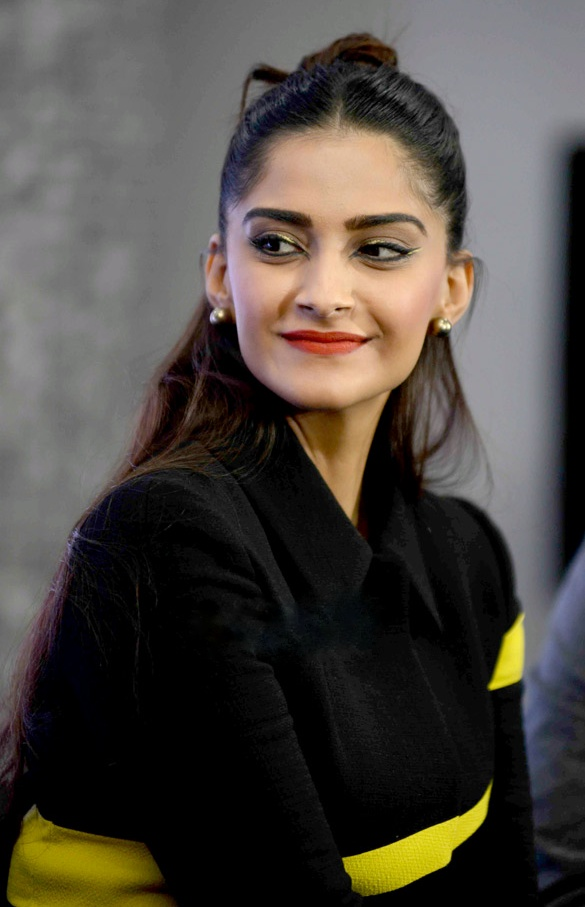
La actriz Sonam Kapoor fue seleccionada para interpretar el personaje principal de Neerja Bhanot

El trabajo de preproducción de Neerja comenzó en septiembre de 2014, cuando el productor ejecutivo de la película, Atul Kasbekar, dijo que su compañía, Bling Unplugged, coproduciría la película de Ram Madhvani junto con Fox Star Studios. Kasbekar tuiteó más tarde: «¿Saben quién es Neerja Bhanot? ¿No? Bueno, realmente deberían...». Dijo: «Para nosotros [...], una historia de valentía tan excepcional como la de Neerja simplemente merecía ser contada. Simplemente decidimos que pondríamos nuestro granito de arena para garantizar que la India recordara a una de sus grandes heroínas».
La historia y el guion de la película fueron escritos por Saiwyn Quadras y los diálogos fueron escritos por Sanyuktha Chawla Sheikh. El director de fotografía de la película fue el director de fotografía Mitesh Mirchandani. La edición de la película estuvo a cargo de Monisha R Baldawa y Manohar Verma fue el director de dobles de acción de la película.
Kasbekar contrató a Kapoor para interpretar a Neerja Bhanot, el miembro principal de la tripulación de vuelo. Al recibir el papel de Neerja en la película, Kapoor dijo a Press Trust of India: «Pensé que hacer esta película simplemente reafirma que se trata de no inclinarse. Es una historia inspiradora para mí. Estoy bendecida». En mayo de 2015 se informó que Shekhar Ravjiani, la mitad del dúo de actores y productores de Bollywood Vishal-Shekhar, desempeñaría un papel breve en la película, lo que marcaría su debut como actor. Shabana Azmi interpretó el papel de la madre de Neerja, Rama Bhanot, en la película. En una entrevista con The Indian Express, Azmi describe su personaje y explica: «Fue muy difícil interpretarla, especialmente en la última escena en la que Rama se dirige al público. Es una escena emotiva extremadamente bien escrita, que hace total justicia al momento».

### Rodaje y posproducción
«Así que, Ram, estás haciendo esta película, Neerja, ¿te das cuenta de la responsabilidad que tienes? En realidad vas a construir un decorado, ni siquiera vas a utilizar un avión real y luego vas a llevar personas como pasajeros. ¿Te das cuenta de lo que realmente pasó en ese avión [...]?»
Un periodista amigo de Ram Madhvani

El rodaje de la película comenzó el 19 de abril de 2015 en Bombay. Después de dos meses de filmación, el rodaje concluyó el 19 de junio de 2015. Kasbekar tuiteó: «¡Increíble! ¡Y eso es todo por Neerja! ¡¡¡32 días de rodaje!!! ¡Son dos días más de los que tomó Birdman!». Durante el rodaje de la película, muchas celebridades de Bollywood visitaron los sets de la película, incluidos Vidya Balan, Boman Irani, Anil Kapoor y Raju Hirani. «Sabía que lograr que Aamir Khan, Boman Irani, Vidya Balan, Raju Hirani y Anil Kapoor hablaran con el elenco de 220 ayudaría a inculcar la dedicación y el esfuerzo que esta película requeriría», dijo el director Madhvani en un comunicado.
Durante la producción, los actores que interpretaban a la tripulación y los pasajeros del vuelo fueron alojados en hoteles separados de los actores que interpretaban a los secuestradores y comían por separado, aparentemente para crear un aire de antagonismo en la película entre los dos grupos. Este elemento se aplicó anteriormente a la película de 2006 United 93.
Los realizadores de la película reconocieron la responsabilidad de retratar la historia. Uno de los desafíos que enfrentó fue adquirir un Boeing 747 real para filmar. El director Ram Madhvani y Rucha Pathak inicialmente pensaron en filmar en Abu Dabi (Emiratos Árabes Unidos) o Estados Unidos debido a la conveniencia de alquilar un 747 retirado, pero luego decidieron recrear el avión porque una gran parte de la película requería filmar con el telón de fondo del avión. El conjunto del avión tardó 48 días en construirse y se parecía mucho al avión real.
Los efectos visuales de la película corrieron a cargo de Tata Elxsi. Visual Computing Labs produjo una amplia gama de efectos visuales, incluida la creación del aeropuerto y los edificios de Karachi, y también ayudó en la restauración del período de 1986 para varios lugares.

## Música
La banda sonora de la película está compuesta por Vishal Khurana con letra escrita por Prasoon Joshi. La primera canción de la película, «Jeete Hain Chal», fue lanzada por Ram Madhvani, Sonam Kapoor y Prasoon Joshi en un evento de lanzamiento celebrado el 1 de febrero de 2016 en Bombay. El álbum completo de la banda sonora fue lanzado digitalmente por T-Series el 5 de febrero de 2016.
La banda sonora recibió una respuesta crítica positiva. Mohar Basu de The Times of India le dio a la música una calificación de 3,5 sobre 5, diciendo que «es hermosa, pensativa, conmovedora y todo sin melodrama» y que «viene directamente del alma». Joginder Tuteja de Bollywood Hungama dijo que «las canciones de la película que se escuchan son estrictamente funcionales y realmente no se reproducirán una vez terminada la película». Añadió que las canciones «Aankhein Milayenge Darr Se» y «Gehra Ishq» causarían la mayor impresión. Un crítico de The Quint elogió el álbum de música y dijo: «La brillantez de este álbum es que presenta canciones que no secuestran ni interrumpen el flujo de la narrativa. El sonido es delicado, valiente, vulnerable y siempre íntimo».
| N.º   | Título                       | Singer(s) | Duración |  |
| 1.    | «Jeete Hain Chal»            | Kavita Seth, Arun Ingle, Mandar Apte, R.N. Iyer, Archana Gore, Mayuri Patwardhan, Pragati Mukund Joshi, Vishal Khurana | 04:09    |  |
| 2.    | «Aankhein Milayenge Darr Se» | K. Mohan, Neha Bhasin                                                                                                  | 02:57    |  |
| 3.    | «Gehra Ishq»                 | Shekhar Ravjiani, Shadab Faridi, Farhan Sabri                                                                          | 03:27    |  |
| 4.    | «Aisa Kyun Maa»              | Sunidhi Chauhan | 03:40    |  |
| 14:13 |                              | |          |  |

## Estreno

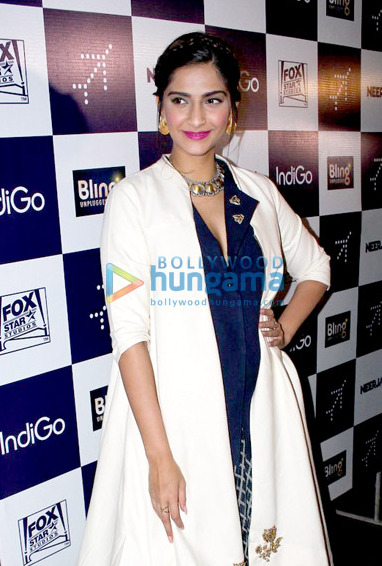
Sonam Kapoor adornando la proyección de 'Neerja' para la tripulación de IndiGo Airlines

La película tuvo una proyección especial el 16 de febrero de 2016 en Bombay, a la que asistieron celebridades, entre ellas el cineasta Karan Johar; Subhash Ghai; el padre de Kapoor, Anil Kapoor; Sachin Tendulkar; Yuvraj Singh; Sunil Gavaskar; Ayushmann Khurrana; y Amit Sadh. La película recibió una respuesta positiva de muchas celebridades de Bollywood, y Tendulkar llamó a Neerja Bhanot un «corazón valiente» y dijo que «la gente definitivamente debería ver la película».
La película se estrenó en todo el mundo, en aproximadamente 671 salas, el 19 de febrero de 2016. Tras su estreno, Neerja recibió críticas positivas, con elogios dirigidos a la actuación de Kapoor, y fue un gran éxito de taquilla. La película también fue elogiada por el ministro Principal de Delhi, Arvind Kejriwal, quien tuiteó que el mensaje de la película era: «Vive por los demás, muere por los demás». La película surgió como una de las películas de Bollywood más taquilleras con una protagonista femenina.
Neerja fue prohibida en Pakistán por razones que siguen siendo inciertas. La CBFC sostuvo que la película no debería considerarse «prohibida» en Pakistán porque no les fue presentada.

### Libre de impuestos
La película fue declarada libre de impuestos por el Gobierno de Maharashtra y el Gobierno de Madhya Pradesh.
El Ministro de Finanzas, Jayant Kumar Malaiya, dijo: «Las películas Neerja y Jai Gangaajal estarán libres del impuesto al entretenimiento en Madhya Pradesh con motivo del Día Internacional de la Mujer que se celebró ayer». El productor Kasbekar respondió en Twitter: «Muchas gracias al diputado Poonam Mahajan y al Hon CM Devendra Fadnavis por declarar a Neerja libre de impuestos en Maharashtra. Decisión rápida y decisiva».

## Recepción

### Taquilla

#### India
En su primer día, la película ganó alrededor de 47 millones de rupias (590.000 dólares estadounidenses) netos, gran parte de Bombay y Delhi. Recaudó 76 millones de rupias (950.000 dólares estadounidenses) netos el sábado y 97,1 millones de rupias (1,2 millones de dólares estadounidenses) el domingo, con un total de fin de semana de 210 millones de rupias (2,6 millones de dólares estadounidenses).
El lunes, la película recaudó alrededor de 37 millones de rupias (460.000 dólares estadounidenses), con una caída de ingresos de solo alrededor del 20% en comparación con el primer día. El martes, la película recaudó alrededor de 34,1 millones de rupias (430.000 dólares estadounidenses). Las ganancias de la película los miércoles, jueves y viernes fueron de 31,4 millones de rupias (390.000 dólares estadounidenses), 36 millones de rupias (450.000 dólares estadounidenses) y 31,5 millones de rupias (390.000 dólares estadounidenses), respectivamente. El sábado y el domingo, Neerja dio un gran salto y ganó 50 millones de rupias (630.000 dólares estadounidenses) y 66,5 millones de rupias (830.000 dólares estadounidenses) respectivamente, para una recaudación total de 501 millones de rupias (6,3 millones de dólares estadounidenses) en taquilla.
El día 11 (lunes), Neerja recaudó 21,2 millones de rupias (270.000 dólares estadounidenses); ₹19 millones (240.000 dólares estadounidenses) el martes; ₹18,5 millones (230.000 dólares estadounidenses) el miércoles; y 17,6 millones de rupias (220.000 dólares estadounidenses) el jueves. Al final de sus 38 días de proyección, la película había recaudado aproximadamente 1.080 millones de rupias (14 millones de dólares estadounidenses) a nivel nacional y 259 millones de rupias (3,2 millones de dólares estadounidenses) a nivel internacional, para un total mundial aproximado de 1.350 millones de rupias (17 millones de dólares estadounidenses).

#### Extranjero
Neerja abrió con fuerza, recaudando 1,56 millones de rupias (20.000 dólares estadounidenses) en cines extranjeros. La película tuvo el fin de semana de estreno más alto para una película protagonizada por una mujer en Estados Unidos y Medio Oriente; en el Reino Unido, tuvo el segundo fin de semana de estreno más alto de 2016.

### Respuesta crítica
Tras su estreno, la película, así como la actuación de Kapoor, recibieron amplios elogios de críticos de cine de todo el mundo. En el agregador de reseñas Rotten Tomatoes, la película tiene un índice de aprobación del 100%, basado en 12 reseñas con una calificación promedio de 8/10. Shubha Shetty-Saha de Mid-Day le dio a la película 4,5 de 5 estrellas, calificándola de «una experiencia profundamente conmovedora», y escribir para Kapoor la consideró como «su mejor actuación hasta la fecha». Meena Iyer de The Times of India le dio a Neerja 4 de 5 estrellas y dijo: «Neerja brinda por el espíritu desalentador de las hijas de la India; cada uno de nosotros debe saludar a Neerja». Bollywood Hungama le dio a la película 4 de 5 estrellas y dijo: «Como experiencia de ver una película, Neerja es perfecta. No hay una sola nota falsa». Al escribir para Hindustan Times, Anupama Chopra otorgó 4 de 5 estrellas y dijo que «Neerja es una historia verdaderamente inspiradora que te atrapará desde el primer cuadro hasta el último». Sarita Tanwar de Daily News and Analysis otorgó 4 de 5 estrellas y escribió: «Neerja es fácilmente la mejor película de los últimos tiempos (a la par con Talvar de 2015) basada en una historia real». Raja Sen de Rediff también le dio 4 de 5 estrellas y lo calificó como «una visita obligada», y agregó que «Sonam Kapoor es excepcional como Neerja Bhanot». Suahni Singh de India Today calificó la película con 3,5 estrellas y declaró: «Sonam Kapoor realizó la mejor actuación de su carrera ya que seguramente interpreta a una esposa maltratada, una hija amada y una azafata atrapada en su peor pesadilla».
Rummana de Yahoo! le dio 4 de 5 estrellas, afirmando: «Neerja merece un fuerte aplauso porque no solo es una historia excepcional de valentía, sino también un canto al espíritu imperecedero de la humanidad», y llamó a Kapoor «la estrella de la película». The Economic Times también le dio una calificación de 4 de 5 estrellas: «Neerja es un imperdible, no solo por su valor cinematográfico, sino también como un recordatorio para rendir homenaje al espíritu de Neerja». Rajeev Masand de News18 le dio una calificación de 3.5 de 5 y dijo: «Neerja es una película bien intencionada y conmovedora que rinde homenaje a una verdadera heroína». Shubhra Gupta de The Indian Express también le dio a la película 3 estrellas de 5, escribiendo que «Sin las canciones y el excesivo sentimentalismo, Neerja podría haber sido excepcional. Aun así, la película es sólida y nos mantiene cautivados».
Manjusha Radhakrishnan de Gulf News calificó la película con 4 de 5 estrellas; aunque criticó la falta de profundidad de los terroristas y los puntos débiles en la segunda mitad de Neerja, escribió que «el clímax de la película es poderoso y compensa ese pequeño tropiezo». Jason Klein de Variety declaró que el DAR-Film Leaderboard carecía notablemente de películas nominadas al Óscar, pero parte de esa brecha fue cubierta por Neerja. Sonali Kokra de The National elogió la película: «Neerja es una gran historia contada de manera excelente. El tembloroso trabajo de cámara de Mitesh Mirchandani hace un gran trabajo al utilizar los confines claustrofóbicos de la aeronave para mostrar la opresión de la situación y el terror de los rehenes».